# Dolichoderus tristis
Dolichoderus tristis är en myrart som beskrevs av Mann 1916. Dolichoderus tristis ingår i släktet Dolichoderus och familjen myror. Inga underarter finns listade i Catalogue of Life.